# Al-Manszúr Muhammad egyiptomi szultán
Al-Manszúr Muhammad, trónra lépése előtt Szaláh ad-Dín Muhammad ibn al-Muzaffar Háddzsí (1345 k. – Egyiptom, Kairó, 1398) al-Muzaffar Háddzsí fia, az egyiptomi bahrí mamlúkok huszonkettedik szultánja, egyben az 1382-ig uralkodó kalávúnida dinasztia tizenharmadik tagja volt (uralkodott 1361 márciusától 1363 májusáig). Teljes titulusa al-Malik al-Manszúr, melynek jelentése: „az [Isten által] megsegített király”.
Muhammad apja, Háddzsí 1346–1347 között uralkodott, majd meggyilkolták. Fia körülbelül tizenhat esztendős volt, amikor trónra léphetett azután, hogy egy összeesküvés keretében meggyilkolták nagybátyját, a szultáni hatalmat mamlúk előkelőségek rovására megerősíteni próbáló an-Nászir Haszant. Az igazi hatalmat a konspirációt vezető Jalbugá al-Umarí gyakorolta helyette alig több, mint két évig tartó uralkodása során mint régens. A szultánt a híradások szerint feslett, szultánhoz méltatlan életvitele miatt tették le a trónról, utódja egy unokatestvére, az an-Nászir Muhammad egy szultánná nem vált fiától, Huszajntól származó al-Asraf Saabán lett. Muhammad élete végéig a fellegvárban maradt, származásához méltó luxuskörülmények között élt 1398-as haláláig.